# أسيتات الحديد الثنائي
 أسيتات الحديد الثنائي  (أو خلات الحديد الثنائي) مركب كيميائي له الصيغة Fe(CH3CO2)2، ويكون على شكل بلورات بنية فاتحة.

## الخواص
- انحلالية مركب أسيتات الحديد الثنائي جيدة في الماء، كما يشكل رباعي هيدرات أسيتات الحديد الثنائي بالارتباط مع أربعة جزيئات ماء.

## التحضير
يحضر أسيتات الحديد الثنائي بتفاعل برادة الحديد مع حمض الخليك:
Fe + 2CH3COOH → Fe+(CH3COO-) + H2

## الاستخدامات
يستعمل أسيتات الحديد الثنائي كمرسخ لوني في صناعة الصباغ.